# McLennan
McLennan is een plaats (town) in de Canadese provincie Alberta en telt 824 inwoners (2006). Het is de zetel van het rooms-katholieke aartsbisdom Grouard-McLennan. 

## Galerij van afbeeldingen

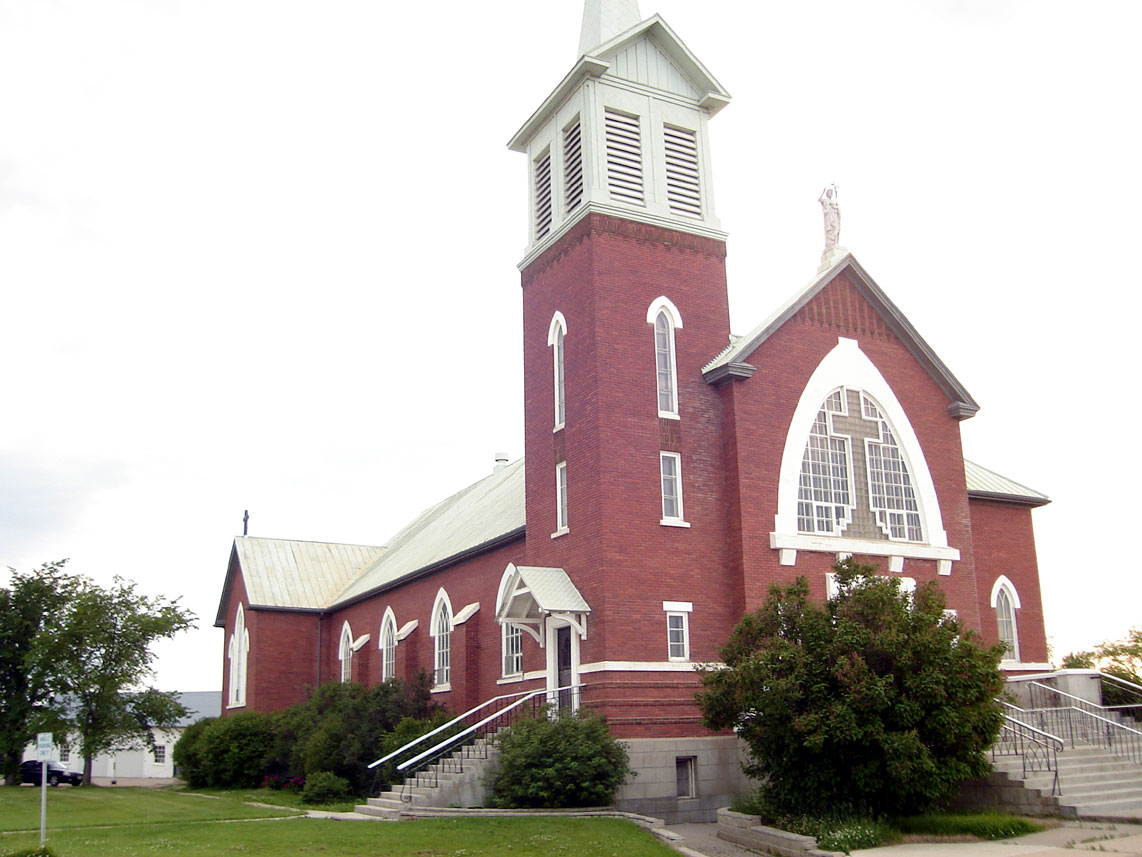
Kathedraal van McLennan in 2008